# Дубасов, Иван Иванович (краевед)
Иван Иванович Дубасов (10 [22] сентября 1843, д. Каргашино, Тамбовская губерния — 18 ноября [1 декабря] 1913, Тамбов) — тамбовский историк, педагог. Один из основателей тамбовского научного краеведения и архивоведения, автор трудов.

## Биография
Родился в семье бедного сельского священника. В восьмилетнем возрасте поступил в Тамбовское духовное училище (бурсу).
С 1857 года учился в Тамбовской духовной семинарии.
В 1863—1867 годах учился в Духовной академии Киево-Печерской лавры на казённом коште (как наилучший ученик семинарии).
С 1867 года преподавал в Тамбовской семинарии, в 1872—1884 годах — в Александринском институте благородных девиц, где зарекомендовал себя блестящим педагогом.
В 1884—1900 годы был директором Тамбовского Екатерининского учительского мужского института. За заслуги в общественной и педагогической деятельности Указом императора от 8 декабря 1893 года был возведён в дворянское достоинство.
Одновременно в 1884—1898 годах был председателем Тамбовской губернской учёной архивной комиссии, созданной по инициативе его и краеведов-любителей. В 1892 г. «за особые труды на пользу комиссии» получил чин действительного статского советника.
С 1900 года — директор народных училищ в Курской губернии.
В 1903 году был уволен со службы за выслугу лет, жил в Тамбове.
Похоронен на Успенском кладбище (Тамбов).

## Научная деятельность
Основные направления исследований:
история тамбовской церкви
Один из первых исследователей; описал жизнь и деятельность местных архиепископов, начиная от Леонтия и до священнослужителей середины XIX в.; подробно описал «подвиг» рязанского архиепископа Мисаила, сподвижника патриарха Никона, крестившего цнинскую мордву в 1654—1655 гг. в Тамбовском, Шацком уездах и убитого около деревни Ямбирино.
народные движения
Изучал как отдельные крестьянские выступления, так и крестьянские войны под предводительством Степана Разина, К. Булавина, Е. Пугачева; анализировал причины и поводы выступлений крестьян применительно к различным историческим эпохам, выявил их общие закономерности.
история народного просвещения в Тамбовском крае
Рассмотрел вопросы распространения грамотности среди народа деятелями Русской православной церкви, описал возникновение первых официальных учебных заведений в крае (гарнизонных школ в начале XVIII в.), роль Г. Р. Державина в открытии в 1786 году народного училища в Тамбове.
история Тамбовского края
Всероссийскую славу и известность снискал изданием шести выпусков «Очерков из истории Тамбовского края». После выхода «Очерков…» и «Известий…» в научный оборот вошёл термин Тамбовский край.
Автор более 150 работ по вопросам местной истории.

### Избранные труды
- Дубасов И. И. Очерки из истории Тамбовского края. — М.: тип. Е. Гербек. — Вып. 1. — 1883. — 263 с.; Вып. 2. — 1883. — 150 с.; Вып. 3. — «Русская» типо-лит., 1884. — 193 с.; Вып. 4. — Тамбов: тип. Губ. правл., 1887. — 189 с.; Вып. 5. — Тамбов: тип. Губ. правл., 1889. — 198 с.; Вып. 6. — Тамбов: тип. Губ. земства, 1897. — 161 с.
  - . — Тамбов: Тамб. гос. пед. ин-т, 1993. — 443 с. — 10 000 экз.
  - . — Тамбов: ЮЛИС, 2006. — 785 с. — 1000 экз. — ISBN 5-98662-036-4.
- Дубасов И. И. Историческая записка о Тамбовском Вознесенском женском монастыре, составленная по поводу его 200-летия. — Тамбов: тип. Губ. правл., 1890. — 11 с.
- Дубасов И. И. Загадочная монахиня // Норцов А. Н. Легенда о пребывании в Тамбовской губернии инокини «великой княгини Анны Феодоровны». — Тамбов: электр. типо-лит. Губ. правл., 1914. - (Перепеч. из вып. 56 «Изв. Тамб. учен. арх. комис.»).

## Память
В Тамбове на здании Управления Федеральной почтовой службы по Тамбовской области (Советская улица), в котором в 1887—1917 гг. находилась Тамбовская губернская учёная архивная комиссия, открыта мемориальная доска, посвящённая Ивану Ивановичу Дубасову.